# كوري ويبستر
كوري ويبستر (بالإنجليزية: Corey Webster)‏ هو لاعب كرة قدم أمريكية أمريكي، ولد في 2 مارس 1982 في Vacherie, Louisiana ‏ في الولايات المتحدة.

## وصلات خارجية
- كوري ويبستر على موقع مرجع كرة القدم المحترفة.كوم (الإنجليزية)